# Der Rebell von San Fernando
Der Rebell von San Fernando ist ein US-amerikanischer Western aus dem Jahr 1947 von Terry O. Morse mit Donald Woods und Gloria Warren in den Hauptrollen. Der Film wurde von Hillcrest Productions produziert.

## Handlung
Seit fünf Jahren wird Paradise Valley im spanisch beherrschten Kalifornien von dem grausamen, habgierigen Statthalter Juan Mendoza terrorisiert, der am einzigen Pass des abgelegenen Tals Wachen postiert, um zu verhindern, dass seine Untertanen das Tal verlassen und der Außenwelt von seinen Taten berichten. Eines Tages informiert Mendoza den frommen Schmied Francisco Garcia, dass er auf seiner Hacienda eine Fiesta veranstaltet, und verlangt, dass er und seine Tochter Maria, die er schon lange begehrt, daran teilnehmen. Obwohl Garcia Mendoza verachtet und möchte, dass Maria den Fliesenmacher Michael O’Brien heiratet, einen irischen Seemann, der vor Jahren in das Tal gekommen war, ist er gezwungen, die Einladung anzunehmen. Als Garcia, der Kirchenglocken schmiedet, erfährt, dass sein hünenhafter Assistent Gueyon in der Nähe der Mission des Tals Gold im Boden entdeckt hat, geht er zu Pater Xavier und bittet ihn um Erlaubnis, das Gold heimlich abbauen zu dürfen. Pater Xavier ist sich bewusst, dass Garcia das Gold haben möchte, um damit seine Glocken zu schmieden und damit für vergangene Sünden Buße zu tun. Er erlaubt Gueyon widerwillig, weiter nach Gold zu suchen.
Auf der Fiesta verkündet Mendoza, dass er Maria heiraten wird, obwohl Garcia ihm zuvor die Erlaubnis verweigert hatte. Mendozas Anmaßung macht Michael wütend, der Mendoza zu einem Duell herausfordert. Der feige Mendoza weigert sich jedoch zu kämpfen, woraufhin der temperamentvolle Michael ihn niederschlägt. Wütend wegen der Demütigung befiehlt Mendoza seinen Männern, Michael festzunehmen. Michael entkommt und versteckt sich in der Mission. Während er auf seine Gelegenheit wartet, aus dem Tal zu fliehen, hilft Michael Gueyon beim Goldschürfen, das dann geschmolzen und in Garcias Glocken gegossen wird. Als Mendozas Hochzeit mit Maria schnell näher rückt, ist Michael bestrebt zu fliehen und stimmt Gueyons Plan zu, sich an Mendozas Wachen vorbeizuschleichen, während er sich im Ziegelwagen versteckt. Garcia und Gueyon schicken Perdido, einen Indianer unter Pater Xaviers Obhut, mit Informationen zum Treffpunkt des Ziegelwagens. Bevor Perdido Michael erreicht, wird er jedoch von Mendozas Männern erschossen. Diese finden in seinem Beutel einen Goldklumpen, mit dem der Wagenführer Pablo bestochen werden sollte. Aufgeregt übergeben die Männer den Klumpen Mendoza, der Pater Xavier erfolglos danach befragt. Gueyon gibt Michael unterdessen mehr Gold und führt ihn zu Pablos Wagen. Michael ist begeistert, als er Maria entdeckt, die bereits im Wagen versteckt ist, und gibt Pablo etwas Gold, um sie durch den Pass zu bringen. Während sie am Wachposten angehalten werden, macht Pablo die Männer leise auf die Anwesenheit des Flüchtigen aufmerksam, doch Michael und Maria entdecken seinen Verrat und reiten auf Pablos Pferden davon. Schließlich erreichen Michael und Maria Monterey und werden vom Gouverneur, dem freundlichen Don Fernando, empfangen. Nachdem er Don Fernando von Mendoza erzählt hat, stimmt er zu, mit ihnen nach Paradise Valley zu gehen, um Mendoza zu konfrontieren.
Auf Mendozas Hacienda informiert ihn unterdessen Nita, seine ehrgeizige halbindianische Geliebte, dass Maria im Dorf ist und um Michael trauert. Als Mendoza auf die Neuigkeit mit Wut reagiert, ist Nita voller Eifersucht, wird aber besänftigt, als Mendoza verspricht, sie mit nach Spanien zu nehmen. Später jedoch, nachdem sie ihm von Garcias Gold erzählt, erkennt Nita, dass er seine Liebe vorgetäuscht hat, um Informationen aus ihr herauszupressen. Als sie erfährt, dass Mendoza plant, Garcia zu foltern und zu töten, um an das Gold zu kommen, eilt die rachsüchtige Nita zum Schmied, um ihn zu warnen, wird jedoch von Mendozas Männern getötet. Mendoza nimmt Garcia, Gueyon und Pater Xavier gefangen und droht, dem Priester die Augen auszustechen, wenn der Verbleib des Goldes nicht preisgegeben wird. Gueyon willigt schließlich ein, Mendoza zum Gold zu führen, und zeigt in der Kirche auf die Glocken. Mendoza ist sich sicher, dass er Zeit schinden will, und beginnt, Gueyon zu schlagen, der daraufhin die Glockenpfosten packt und sie zu Boden reißt, wodurch Mendoza getötet wird. Michael und Maria, die in der Zwischenzeit Garcia und Pater Xavier befreit haben, kommen rechtzeitig zur Kirche, um zu sehen, wie Gueyon stirbt. Später gibt Don Fernando der Hochzeit von Michael und Maria seinen offiziellen Segen und verfügt, dass Michael, der nun spanischer Staatsbürger ist, der neue Statthalter des Tals sein wird.

## Hintergrund
Gedreht wurde der Film von Mitte bis Ende November 1946 in den Universal-Studios in Universal City.

## Veröffentlichung
Die Premiere des Films fand am 1. März 1947 statt. In Österreich kam er am 9. Dezember 1949 in die Kinos, in der Bundesrepublik Deutschland am 5. Juni 1953. Er wurde auch unter dem Titel Gold in San Fernando gezeigt.